# As Good As You
Pour plus de détails, voir Fiche technique et Distribution.
As Good As You est un film américain réalisé par Heather de Michele, sorti en 2015.

## Fiche technique
- Titre : As Good As You
- Réalisation : Heather de Michele
- Scénario : Gretchen M. Michelfeld
- Producteur : Reena Dutt, Gretchen M. Michelfeld
- Société de production : Off-Chance Productions, Tanky Productions
- Musique : Trevor Carlee, Melineh Kurdian
- Pays d'origine :  États-Unis
- Langue : anglais américain
- Genre : Comédie dramatique
- Durée : 85 minutes (1 h 25)
- Date de sortie :
  - États-Unis
    - 3 septembre 2015 au Portland Film Festival (en)
    - 9 juin 2017

## Distribution
- Bryan Dechart : Jamie
- Raoul Bhaneja (en) : Nate
- Karis Campbell : Emily Bell
- Reena Dutt : Mandy
- Anna Fitzwater : Lisa
- Lee Fobert : l'homme du bar
- Laura Heisler : Jo
- Elizabeth Herring : Nan
- Peter Maloney : Ray
- Vivi Nadine : School Kid
- Pierce Pope : l'écolier
- Annie Potts : Dr. Laura Berg
- Margeaux Reign : School Kid
- Beth Robbins : Cappy
- Karen Wexler : Terry